# Jia Xu
Pour les articles homonymes, voir Jia (homonymie).
Jia Xu (147 - 11 août 224) était un stratège chinois lors de la fin de la dynastie Han et du début de la période des Trois Royaumes en Chine antique. Il servit un grand nombre de seigneurs de guerre tels que Dong Zhuo, Li Jue, Duan Wei, Zhang Xiu et Cao Cao, puis occupa des fonctions sous les bannières du royaume de Wei. Hautement respecté, il fut reconnu pour sa franchise et pour ses excellents conseils militaires.

## Biographie
D’abord recommandé au titre de Filialement Pieux et Incorruptible, il servit la cour impériale comme intendant, fonction qu’il abandonna tôt dû à des raisons de santé. Sur son retour vers ses terres natales, il fut pris captif par un groupe d’insurgés des tribus Di. Jia Xu, qui se fit passer pour un petit-fils du grand commandant Duan Jiong, réussit toutefois à retrouver sa liberté, évitant la mort. Plus tard, il vint servir Dong Zhuo en tant que conseiller et en l’an 189, lorsque ce dernier entra à Luoyang, il fut nommé chef commandant de Pingjin ainsi que « général qui extermine les Lâches », peu de temps après.
En l’an 192, il fut conseiller de Niu Fu lorsque celui-ci et Dong Zhuo furent tués. Li Jue, Guo Si et Zhang Ji, tous supporters de Dong Zhuo, songèrent alors à démanteler leurs armées et s’enfuir. Jia Xu leur proposa alors de rassembler leurs forces, de mener une campagne de recrutement et de venger la mort de Dong Zhuo par une attaque sur Chang'an :
« Si vous abandonnez vos troupes et voyagez seul, alors un simple chef de village pourrait vous arrêter. La meilleure chose à faire est de voyager ensemble vers l'ouest, d'attaquer Chang'an et de venger Seigneur Dong. Si vous êtes victorieux, vous pourrez servir la dynastie et rétablir l'empire à qui de droit. Si vous échouez, il ne sera pas trop tard pour s'enfuir. »
Le plan fut accepté et mis en œuvre avec succès. Li Jue et ses complices offrirent par conséquent de prestigieuses positions à Jia Xu, qu’il déclina, les jugeant non convenables à son rang, mais acceptant cependant le poste de maître des Écrits.
En l’an 195, alors que la bisbille s’installa entre Li Jue et ses alliés, Jia Xu se fit conciliateur et empêcha ceux-ci de s’affaiblir dans un premier temps. Nommé « général qui proclame la Vertu » par Li Jue, il ne put toutefois pas contenir la rivalité des belligérants indéfiniment et quitta Li Jue en 196, pour joindre Duan Wei à Huayin lorsque l’Empereur partit de Chang'an. Sentant la méfiance de Duan Wei, il prit secrètement des arrangements avec Zhang Xiu et alla servir ce dernier à Nanyang, puis l’incita à joindre Liu Biao, ce qui fut fait.
Il conseilla ensuite Zhang Xiu dans sa lutte contre Cao Cao et lui permit, grâce à ses plans, de résister à plusieurs offensives.
En l’an 199, après avoir refusé une alliance avec Yuan Shao, Jia Xu convainquit Zhang Xiu de se soumettre à Cao Cao en énumérant les raisons de son choix :
« Seigneur Cao tient le Fils du Ciel et par conséquent dirige l'empire - première raison. Yuan Shao est fort et si nous lui offrons notre support avec nos minces forces, il ne nous traitera sûrement pas avec respect. Cao Cao est faible, alors si nous le joignons, il sera sûrement ravi - deuxième raison. Un homme avec l'ambition d'un dirigeant oubliera probablement ses rivalités personnelles de manière à étendre sa vertu devant les quatre mers - troisième raison. À présent, ne doutez plus. »
Joignant les rangs de Cao Cao, Jia Xu fut nommé marquis d’une commune chef par ce dernier et devint également un conseiller militaire. Il aida ensuite Cao Cao à vaincre Yuan Shao et à pacifier le Nord et fut nommé grand consultant impérial. En l’an 211, il proposa une ruse pour mettre de la dissension entre Ma Chao et Han Sui, ce qui permit à Cao Cao de vaincre ces derniers. Par après, en l’an 217, Cao Pi le consulta pour gagner la succession de son père et Jia Xu lui donna son appui.
Lorsque Cao Pi devint empereur des Wei, Jia Xu fut nommé grand commandant et marquis de Weishou. Un jour Cao Pi lui demanda lequel des royaumes de Wu ou de Shu devrait être attaqué en premier et Jia Xu lui répondit :
« Celui qui souhaite seulement conquérir par la force apprécie la puissance militaire, mais celui qui désire construire une fondation robuste apprécie la transformation du peuple par les bonnes vertus. Votre Majesté a reçu le trône par abdication, selon la volonté des Cieux, afin de réunifier tout le domaine sous Son contrôle ; s'il peut l'attirer par les chemins de la bienséance et de la vertu et attendre le temps opportun, alors ce ne sera pas difficile d'y parvenir. Bien que les Wu et les Shu sont seulement de petits États, ils ont montagnes et rivières pour les protéger. De plus, Liu Bei a des ambitions héroïques; Zhuge Liang excelle dans la gouvernance; Sun Quan peut discerner la vérité du mensonge dans les politiques; et Lu [Xun] voit clairement à travers les situations militaires. Ils tiendront rapidement dans leurs fortifications stratégiques situées dans des endroits difficile à attaquer, ou disposeront leurs forces navales dans les rivières et lacs. Il sera difficile d'établir un plan pour les vaincre. La manière correcte de guerroyer dicte que l'on doit s'assurer de la victoire avant de s'engager au combat et une fois seulement que l'ennemi ait été évalué, l'on peut discuter de la manière de déployer les hommes - voilà comment l'on peut agir sans peur de commettre l'erreur. Mon opinion personnel est que parmi nos officiers, aucun n'est de taille à Liu Bei et Sun Quan; même si Votre Majesté envoie sa foudre royale sur ceux-ci, il n'y aura aucune façon d'éviter un échec. Dans le passé, Shun avait seulement à brandir son bouclier et son épée et les Youmiao se soumirent. Votre serviteur croit qu'il est maintenant conseillé d'utiliser des moyens civils avant de s'engager dans le militaire. »
Toutefois, son conseil ne fut pas écouté et Cao Pi subit un revers en tentant une invasion contre les Wu. Jia Xu mourut peu après en l’an 224, à l’âge de 77 ans.

## Son personnage dans le roman
Le roman Histoire des Trois Royaumes écrit par Luo Guanzhong au XIVe siècle et qui décrit avec un mélange histoire/fiction les événements menant à la chute des Han, reprend les actions de Jia Xu telles qu'elles se sont produites dans l'histoire et le fait également apparaître dans quelques épisodes supplémentaires. Malgré les quelques apparitions fictives de Jia Xu à travers le roman, l'auteur a toutefois bien su conserver l'image du brillant stratège que l'histoire officielle nous a inculqué.

### Sous la gouverne de Li Jue
Introduit au chapitre 9 comme conseiller de Li Jue et ses alliés, il motive ces derniers à reprendre Chang'an de la même façon que les ouvrages historiques en font mention. Toutefois, après s'être emparé de la ville, il élabore un plan pour ceux-ci afin de repousser une attaque de la part de Ma Teng et Han Sui au chapitre 10. Son plan consistant à refuser le combat en installant une défense stricte a eu raison des vivres ennemies au bout de deux mois. Après les combats, Li Jue songe à envoyer une force punitive contre Fan Chou, puisque ce dernier avait permis à Han Sui de s'enfuir. Jia Xu convainc donc Li Jue de ne pas recourir à ce moyen, mais de plutôt opter pour son exécution lors d'un banquet.
Lorsque Li Jue et Guo Si entrent en conflit, Jia Xu se range derrière Li Jue. Parallèlement, il entre en communication avec l'Empereur et élabore un plan pour lui venir en aide. Il fait obtenir le titre de régent-maréchal à Li Jue, qui mènera par conséquent à un affaiblissement de ses forces dû à une division à l'intérieur de ses rangs. Jia Xu quitte enfin Li Jue alors qu'au chapitre 14, après s'être opposé à l'idée d'affronter Cao Cao et d'avoir proposé d'offrir la reddition, il se fait sévèrement menacé.

### Sous la gouverne de Zhang Xiu
Au chapitre 16, Jia Xu sert Zhang Xiu en tant que conseiller. Lorsque Cao Cao poste son armée sur les rives de la rivière Yu en l'an 197, Jia Xu suggère à Zhang Xiu de se rendre et ce dernier accepte. Jia Xu est alors envoyé afin d'offrir la reddition et Cao Cao tente de recruter ses services de conseiller. Toutefois, Jia Xu décline l'offre, réaffirmant sa loyauté envers Zhang Xiu.
Peu après, Cao Cao entre en relation intime avec la tante de Zhang Xiu. Disgracié, Zhang Xiu demande conseil à Jia Xu, qui planifie une mutinerie, dans laquelle mourront Cao Ang, Cao Anmin et Dian Wei. Au chapitre 18, ses plans infligeront également une défaite importante à Cao Cao lors du siège de Nanyang où plus de 50 000 soldats ennemis sont tués.
Jia Xu refait ensuite surface au chapitre 23 où il convainc Zhang Xiu de joindre Cao Cao dans le même contexte et avec les mêmes arguments que l'histoire lui accordent. Par conséquent, Jia Xu est nommé officier dans la Garde de la Capitale.

### Sous la gouverne de Cao Cao
Au service de Cao Cao, Jia Xu joue d'abord un rôle dans la lutte contre Yuan Shao. Durant la bataille de Guandu, il garde le camp central, avec plusieurs autres, lorsque Cao Cao attaque le dépôt de grain de Wuchao et plus tard il est responsable de la ville de Liyang lorsque Cao Cao suspend ses opérations dans le Nord.
Au chapitre 59, l'auteur Luo Guanzhong décrit le plan que Jia Xu établit pour diviser l'ennemi.
« Une brute musclée comme Ma Chao ne connait rien à l'intrigue. Votre Excellence, écrivez de votre main à Han Sui, quelque chose de vague en contenu, tachant ou rayant certains mots et réécrivant par-dessus d'autres dans les parties importantes. Envoyez la lettre à Han Sui, scellée, mais assurez vous que Ma Chao le sache pour qu'il soit certain qu'il demande à voir la lettre. Les retouches le feront douter que Han Sui aura falsifié la lettre afin de l'empêcher de connaître certaines activités secrètes. »
Ce plan permet à Cao Cao de vaincre Ma Chao et Han Sui et d'étendre davantage son contrôle vers l'Ouest. D'ailleurs Jia Xu accompagne Cao Cao lorsqu'il mène une attaque sur Hanzhong contre Zhang Lu au chapitre 67. Il conseille à Cao Cao d'offrir un pot-de-vin à Yang Song afin qu'il parle en mal du général Pang De à Zhang Lu. Cette ruse permettra éventuellement à Cao Cao de gagner les services de Pang De et de conquérir Hanzhong.
La prise de position par Jia Xu dans la lutte à la succession de Cao Cao est aussi reprise dans le roman alors qu'au chapitre 68, occupant les fonctions de mentor impérial, il fait voir à Cao Cao que le choix approprié comme successeur devrait être Cao Pi.
Jia Xu, qui est l'un des plus proches conseillers de Cao Cao, interviendra à d'autres occasions, donnant toujours de judicieux conseils à son maître. Il est d'ailleurs appelé sur le lit de mort de ce dernier afin d'entendre ses dernières volontés.

### Sous la gouverne de Cao Pi
Nommé grand commandant par Cao Pi au chapitre 79, il fait partie de la délégation d'officiers qui font pression sur l'empereur Xian afin d'obtenir son abdication. Peu après, devant la détresse de l'Empereur, il rassure ce dernier en lui disant que Cao Pi veillera à sa sécurité. Ainsi, l'Empereur abdique et Cao Pi monte sur le trône des Wei.
Par après, Jia Xu met en garde Cao Pi d'attaquer les royaumes rivaux de la même manière que le relatent les écrits historiques. Après la mort de Liu Bei au chapitre 85, il déconseille également Cao Pi d'envahir les Shu, mais n'est toutefois pas plus écouté.
Enfin, sa mort est mentionnée brièvement au chapitre 86, sans en évoquer les détails.